# 2025年戴维斯杯资格赛第二轮
2025年戴维斯杯资格赛第二轮是2025年戴维斯杯的一个阶段，将于2025年9月12-14日在世界各地举行。7支获胜的球队将晋级年终举行的2025年戴维斯杯八强赛，决出世界冠军，8支失利的球队将降级参加2026年戴维斯杯资格赛第一轮。

## 参赛球队
十四支队伍将争夺八强赛的七个席位，比赛采用主客场系列赛的形式决出胜者。
这十四支队伍包括：
- 2024年戴维斯杯亚军（荷兰，由于2024年冠军意大利队将主办八强赛，因此荷兰晋级）
- 在2025年1月至2月举行的资格赛首轮获胜的13支队伍。

七支获胜队伍将与东道主意大利队一起参加八强赛。

## 成绩摘要
| 主队       | 比分 | 客队        | 地点     | 球场             | 场地类型 |
| ---------- | ---- | ----------- | -------- | ---------------- | -------- |
| 荷蘭 [1]   | –    | 阿根廷 [14] | 格罗宁根 | 马天尼广场       | 室内硬地 |
| [2]        | –    | 比利时 [13] |          |                  |          |
| 匈牙利     | –    | 奥地利      |          |                  |          |
| 日本       | –    | 德国 [4]    | 东京     | 有明体育馆       | 室内硬地 |
| 美国 [5]   | –    | 捷克 [10]   |          |                  |          |
| 西班牙 [9] | –    | 丹麦        | 马贝拉   | 罗马桥网球俱乐部 | 红土     |
| [7]        | –    | 法國 [8]    |          |                  |          |